# کیت میکوچی
کیت میکوچی (انگلیسی: Kate Micucci؛ زادهٔ ۳۱ مارس ۱۹۸۰) یک هنرپیشه، و خواننده اهل ایالات متحده آمریکا است. وی از سال ۲۰۰۱ میلادی تاکنون مشغول فعالیت بوده‌است.
از فیلم‌های معروف او می‌توان به بازی در فیلم هنگامی که در رم، بارت یک اتاق دارد، بدون سکان و سرسره برقی اشاره کرد.